# Municipalitățile Qatarului
Din 2015, Qatar a fost împărțit în opt municipalități. O nouă municipalitate, Al Daayen, a fost creată prin Rezoluția nr. 13, format din părți din Umm Salal și Al Khawr; în același timp, Al Ghuwariyah a fost fuzionat cu Al Khawr; Al Jumaliyah a fost fuzionat cu Ar Rayyan; Jarayan al Batnah a fost împărțit între Al Rayyan și Al Wakrah; iar Mesaieed a fost fuzionat cu Al Wakrah În 2014, orașul vestic Al-Shahaniya s-a desprins de municipalitatea Al Rayyan pentru a-și forma propria municipalitate.
În scopuri statistice, municipalitățile sunt subdivizate în continuare în 98 zone (din 2015), care sunt la rândul lor subdivizate în districte și blocuri, acestea din urmă fiind subdiviziunea cea mai de jos.

## Municipalități
| Nr. | Municipalitate (Baladiyah) | بلدية    | Populație (2015) | Suprafață (km2) | Suprafață (mi2) |
| --- | -------------------------- | -------- | ---------------- | --------------- | --------------- |
| 1   | Al Shamal                  | الشمال   | 8,794            | 859.8           | 331.9           |
| 2   | Al Khor                    | الخور    | 202,031          | 1,613.3         | 622.8           |
| 3   | Al-Shahaniya               | الشحانية | 187,571          | 3,309.0         | 1,277.6         |
| 4   | Umm Salal                  | أم صلال  | 90,835           | 318.4           | 122.9           |
| 5   | Al Daayen                  | الضعاين  | 54,339           | 290.2           | 112.0           |
| 6   | Ad Dawhah (Doha)           | الدوحة   | 956,457          | 202.7           | 78.3            |
| 7   | Al Rayyan                  | الريان   | 605,712          | 2,450           | 946.0           |
| 8   | Al Wakrah                  | الوكرة   | 299,037          | 2,577.7         | 995.2           |
|     | Dawlat Qatar               | دولة قطر | 2,404,776        | 11,621.1        | 4,486.7         |

## Foste municipalități
- Al Jemailiya (până în 2004)[6]
- Al Ghuwariyah (până în 2004)[6]
- Jariyan al Batnah (până în 2004)[6]
- Mesaieed (Umm Sa'id) (până în 2006)[7]